# Dubicai csata (1513)
A dubicai csata 1513. augusztus 16-án zajlott le a mai Hrvatska Dubica mellett, közvetlenül a mai horvát-boszniai határnál. A csatában a horvát bán, kincstartó és vránai perjel serege csapott össze egy portyázó török sereggel, akiket legyőzött.

## Előzmények
Nándorfehérvár eleste (1521) és a mohácsi vész (1526) előtt a horvát-magyar végeken egyfajta kis háború dúlt a törökökkel. A portyázó akindzsi lovasok többször mélyen behatoltak, mivel a végvárrendszer a 16. században hanyatlásnak indult, de Magyarországon nem érzékelték a veszélyt, leszámítva néhány főnemest, így Beriszló Pétert, aki a török elleni harcra 1513-tól már egyre komolyabb figyelmet szentelt.
1513 késő nyarán egy újabb török hadtest hajtott végre portyatámadás Boszniából.

## A csata
A betörő törökök tudtak arról, hogy Beriszló ellenük készül támadni, de nem számítottak arra, hogy mindez egyhamar be fog következni és augusztus 15-én Blinja mellett felverték táborukat. A horvátok Jasenovacnál, Dubicától keletre állomásoztak a Sunja folyó mellett.

A törökök később elhatározták, hogy csatába szállnak. Másnap augusztus 16-án Dubicánál felsorakozott a török sereg, szemben a horvátokkal, akiket a bán mellett Beriszló Ferenc is vezetett, aki részt vett a korbávmezei csatában. A támadással a törököket az Una és a Száva vizébe szorították. A csatában körülbelül 2000-2700 török esett el, a sereget vezető öt bég közül négy életét vesztette, egyet pedig elfogtak, míg a zsákmányt Beriszló elküldte II. Ulászló magyar királynak.

## További események
Beriszló ettől kezdve fő feladatának a törökök elleni harcot tekintette és a kisebb-nagyobb betörő martalóc csapatokkal állandóan harcolt Észak-Boszniában. X. Leó pápa is olyan nagyra értékelte sikereit, hogy gabonával, pénzzel és lőszer látta el a harc további folytatásához. Beriszló 1517-ben Zrínyi Miklós felmentette az ostromlott Jajcát. Korenicánál esett el, amikor egy megvert török hadat üldözött 1520-ban.